# 洛泰堡附近内维莱尔
洛泰堡附近内维莱尔（法語：Neewiller-près-Lauterbourg，法語發音：[nevilɛʁ pʁɛ lotɛʁbuʁ]）是法国下莱茵省的一个市镇，属于阿格诺-维桑堡区。

## 地理
洛泰堡附近内维莱尔（48°57'18"N, 8°7'34"E）面积7.34 平方千米，位于法国大東部大區下莱茵省，该省份为法国大陆部分最东部的省份，是阿尔萨斯的一部分，今与上莱茵省组成了阿尔萨斯欧洲集体，其南至上莱茵省，西南接孚日省和默尔特-摩泽尔省，西接摩泽尔省，北与德国接壤，东侧沿莱茵河与德国相望。
与洛泰堡附近内维莱尔接壤的市镇（或旧市镇、城区）包括：莫泰恩、尼德劳特巴克、沙伊伯纳德、温岑巴赫。
洛泰堡附近内维莱尔的时区为UTC+01:00、UTC+02:00（夏令时）。

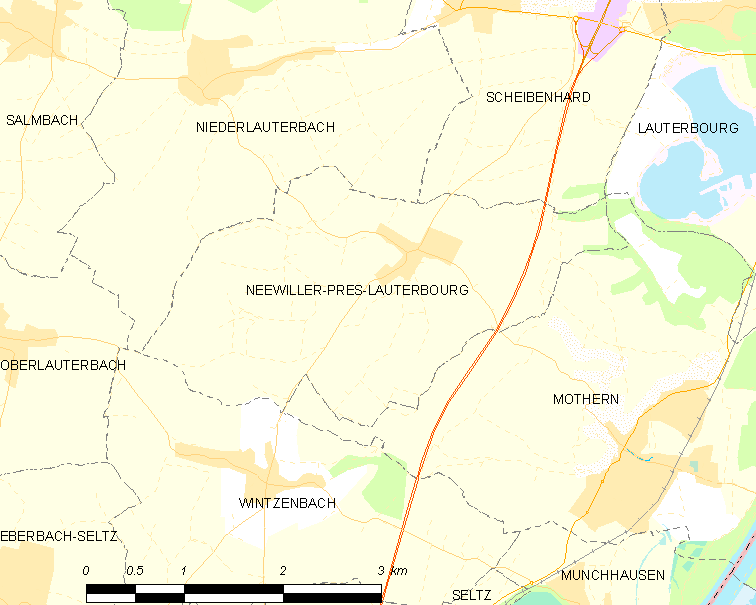
洛泰堡附近内维莱尔的OSM定位图

## 行政
洛泰堡附近内维莱尔的邮政编码为67630，INSEE市镇编码为67315。

## 政治
洛泰堡附近内维莱尔所属的省级选区为维桑堡县。

## 人口

1962-2008年间洛泰堡附近内维莱尔人口变化图示

洛泰堡附近内维莱尔于2022年1月1日时的人口数量为653人。